# José Antonio Hernández Hernández
José Antonio Hernández Hernández (Guadix, 1964) és un periodista espanyol. Va treballar molts anys a El País com a cap d'investigació. És l'editor del projecte fuentesinformadas.com, conegut per haver publicat alguns dels enregistraments del comissari José Manuel Villarejo sobre el panorama polític espanyol.

## Biografia
Es va llicenciar en dret per la Universitat Complutense de Madrid. Va començar la seva trajectòria professional al El Día de Granada (1986-1987). Un any després va anar a treballar al Diario Jaén, on va treballar fins al 1990. Aquell any es va incorporar a la delegació de Sevilla de El País.
Més endavant va assumir diverses responsabilitats a El País, fins que fou nomenat cap d'investigació. Entre les seves investigacions més destacades, es troben haver destapat l'Operació Port sobre el dopatge al món del ciclisme (2006); així com investigacions de la trama Púnica, el cas Lezo, i publicar abans que ningú la sentència del judici al procés independentista català.
Des de juny de 2022 és el nou director del projecte fuentesinformadas.com, des d'on ha publicat en exclusiva diversos enregistraments de converses de Villarejo amb personalitats polítiques espanyoles, com Esperanza Aguirre, María Dolores de Cospedal i Jorge Fernández Díaz, entre d'altres.
Entre els seus referents es troben Jean Daniel, fundador de Le Nouvel Observateur, i Woodward i Bernstein, els periodistes que van destapar l'escàndol del Watergate.

## Premis i reconeixements
El 2010 va rebre el Premi Ortega y Gasset, per la seva investigació sobre el cas Gürtel, a la que es va dedicar de manera gairebé exclusiva entre 2009 i 2011. També ha rebut el premi El Defensor de Granada, atorgat per l'Asociación de la Prensa de Granada, el Premi Antonio Mompeón Motos, atorgat per l'Heraldo de Aragón i el premi de l'Abogacía de Madrid per la seva trajectòria com a periodista de tribunals.